# ماست موسیر

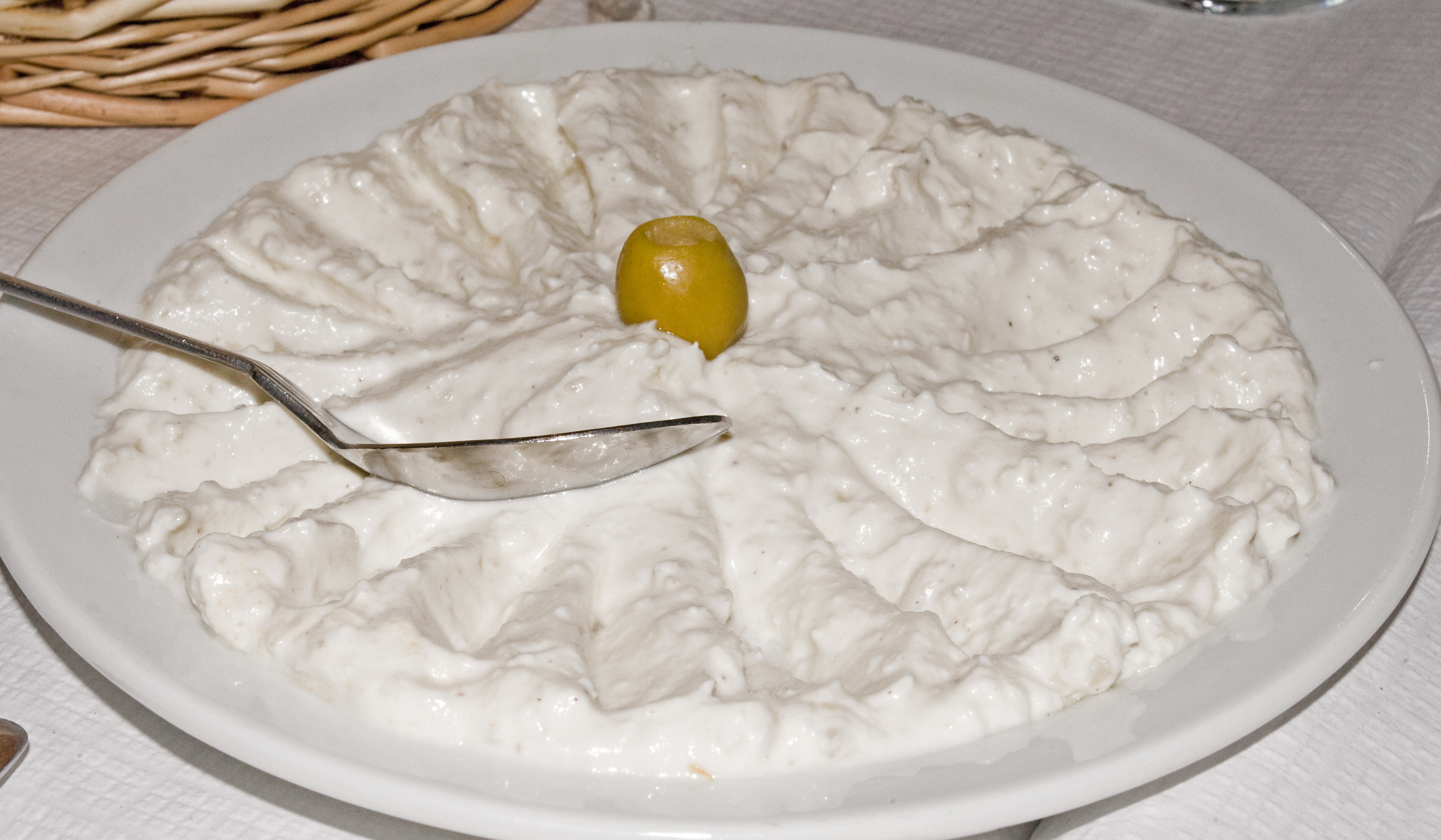
ماست و موسیر

ماست و موسیر (ماستُ موسیر) خوراک اشتها آوری‌ است که با افزودن موسیر به ماست تهیه می‌شود.

## طرز تهیه
برای تهیه ماست و موسیر باید موسیر تازه یا موسیر خشکِ خیس کرده را ریز یا رنده نمود و با کمی نمک و فلفل و پونه در ماست مخلوط و سرد نمود. 
نسبت مواد بستگی به سلیقه و سلامت افراد دارد.

## فواید
ماست دارای میکروارگانیسم‌های زنده‌ ارزشمندی‌است که به دفع مخمرهای رایج کمک می‌‌کند و با تولید آب اکسیژنه مانع از رشد استافیلوکوک اورئوس می‌شود. 
موسیر فواید بسیاری دارد، از جمله: تقویت قدرت جنسی، افزایش دفع ادرار، التیام‌دهنده و ترمیم‌‌کنندهٔ زخم‌ها، تسکین‌دهندهٔ التهاب طحال و کبد، کاهش سردردهای میگرنی، کمک به سیستم قلبی‌عروقی، کمک به کاهش چربی‌های خون، پیشگیری از تصلب شرایین، تنظیم فشارخون، پیشگیری از انواع سرطان.

## زیان
زیاده‌روی در مصرف موسیر به دلیل داشتن طبع گرم زیاد باعث ایجاد عارضه می‌گردد. 

## کالری
یک لیوان ماست پرچرب ۱۵۰ کالری، یک لیوان ماست کم‌چرب ۱۱۰ کالری و ۱۰۰ گرم موسیر ۷۰ کالری انرژی دارد.

## کاربرد
ماست و موسیر چاشنی و خوراکی اشتها‌آور در کنار غذای اصلی است. 